# Cupido (astronomia)
Cupido o Urano XXVII, è un satellite naturale del pianeta Urano che ha preso il nome da un personaggio della tragedia Timone d'Atene di William Shakespeare.

## Storia
È stato scoperto dal immagini prese attraverso il telescopio spaziale Hubble.
La sonda spaziale Voyager 2 non lo ha potuto rilervare attraverso le proprie macchine fotografiche in quanto aveva una luminosità troppo debole, essendo un corpo molto scuro.
Ha ricevuto la designazione provvisoria S/2003 U 2.

## Parametri orbitali
È il più piccolo satellite interno di Urano.

## Futuro di Cupido
Recenti calcoli indicano che in un periodo compreso tra 100.000 e 10 milioni di anni l'orbita di Cupido intersecherà quella di Belinda, fatto che comporterà la collisione tra i due corpi celesti con conseguente distruzione di uno o entrambi i corpi o la loro fusione in un unico nuovo satellite che entrerà in collisione a sua volta con Perdita in un tempo dell'ordine del miliardo di anni .